# Johann Rufinatscha
Johann Rufinatscha (* 1. Oktober 1812 in Mals, Südtirol; † 25. Mai 1893 in Wien) war ein österreichischer Komponist und Musikpädagoge. Er gilt als bedeutendster Tiroler Komponist des 19. Jahrhunderts, dessen Werk aber erst seit einigen Jahrzehnten wieder mehr Beachtung findet.

## Leben
Rufinatscha kam im Alter von 14 Jahren nach Innsbruck, wo er bis 1833 an der dortigen Musikvereinsschule Violine bei Josef Alliani, Klavier und Musiktheorie bei Martin Goller studierte. Dem Wunsch seiner Eltern, Priester zu werden, wollte er aber nicht entsprechen und übersiedelte um 1835 nach Wien, um dort Schüler von Simon Sechter zu werden.  Rufinatscha blieb bis zu seinem Tode 1893 in Wien und schuf sich einen Ruf als geachteter Lehrer für Klavier und Musiktheorie. Zu seinen Schülern zählten Julius Epstein und Ignaz Brüll. Mit Johannes Brahms stand er in freundschaftlichem Kontakt.

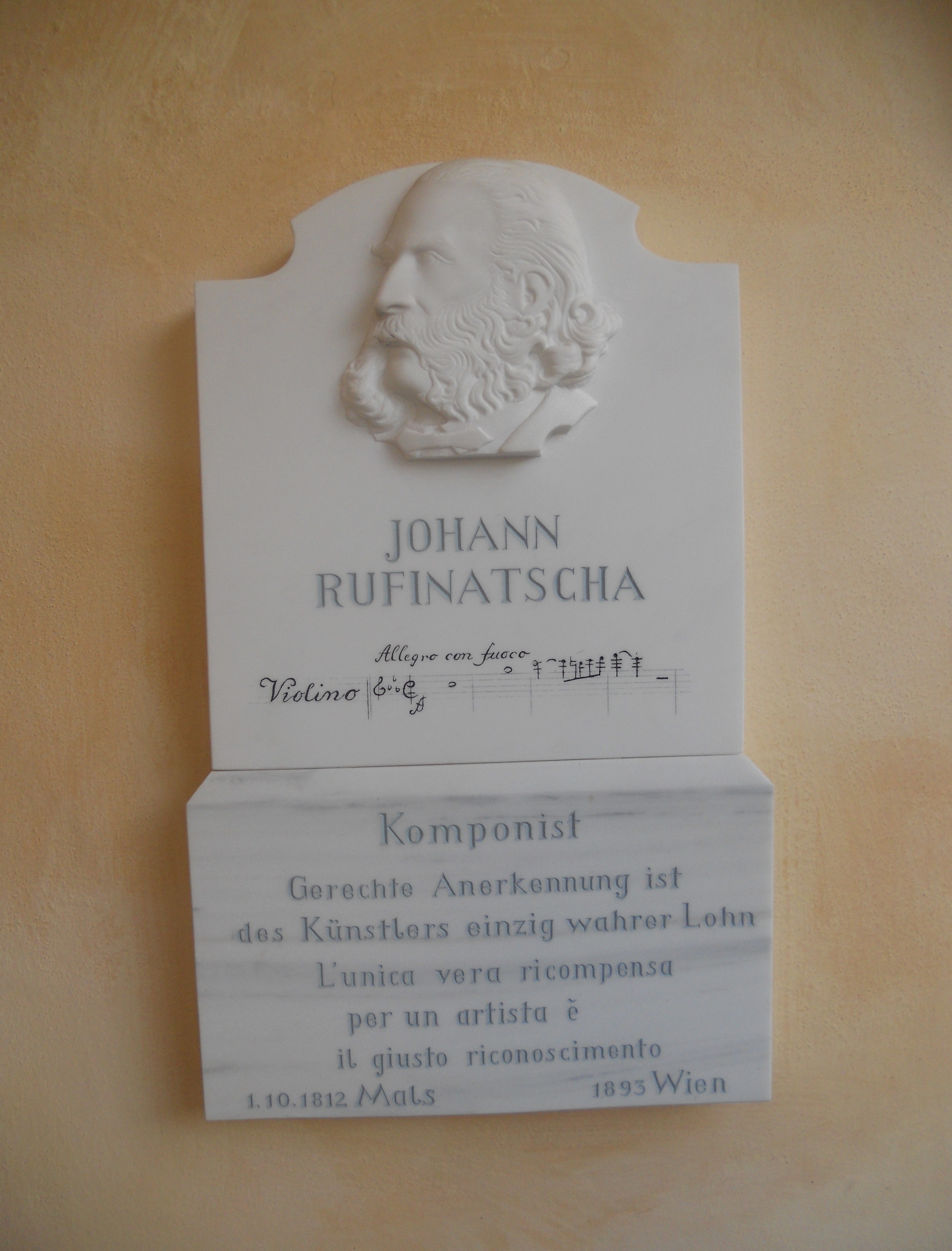
Gedenktafel zum 200. Geburtstag von Johann Rufinatscha an der Musikschule Mals

Im Oktober 2012 wurde anlässlich des 200. Geburtstages von Rufinatscha die Musikschule in Mals nach ihm benannt und eine Gedenktafel aus Laaser Marmor angebracht.

## Werk
Johann Rufinatscha gilt als bedeutendster aus Tirol stammender Komponist des 19. Jahrhunderts. Seine Werke lassen ihn als eine Art Bindeglied zwischen Franz Schubert und Anton Bruckner erscheinen. Der musikalische Nachlass des Komponisten wird vom Tiroler Landesmuseum aufbewahrt, das auch einige CDs mit Musik Rufinatschas produziert hat.

### Orchestermusik
- Sinfonie Nr. 1 D-Dur (1834)
- Sinfonie Nr. 2 Es-Dur (1846)
- Sinfonie Nr. 3 c-Moll (1846/2012) (galt lange irrtümlich als verschollen, weil vorhandene Streicherstimmen im Nachlass falsch kategorisiert waren. Neufassung mit hinzukomponierten Pauken- & Bläserstimmen von Michael F. P. Huber. UA Innsbruck, 25. November 2012)[3]
- Sinfonie Nr. 4 c-Moll (1846; Fragment, nur im vierhändigen Klavierauszug erhalten)
- Sinfonie Nr. 5 h-Moll (1846)
- Sinfonie Nr. 6 D-Dur (1865)
- Klavierkonzert (1850)
- Ouvertüre Innerer Kampf (1834)
- Ouvertüre C-Dur (1842)
- Ouvertüre zu Die Braut von Messina (1850)
- Ouverture dramatique (1878)

### Kammermusik
- Streichquartett Es-Dur (1850)
- Streichquartett G-Dur (1870)
- Klaviertrio As-Dur (1868)
- Klavierquartett c-Moll (1836)
- Klavierquartett As-Dur (1870)

### Klaviermusik
- Sonate für Klavier zu vier Händen
- Sonate für Klavier, f-Moll, op. 3 (Leuckart, Witzendorf)
- Drei Märsche, op. 4 (Cranz)
- Grand Caprice, op. 5, Robert Schumann gewidmet (Wien: Witzendorf, April 1851)
- Sonate für Klavier, C-Dur, op. 7 (Cranz)
- Sonate für Klavier, f-Moll, op. 9 (Witzendorf)
- Ouverture arr. Klavier zu vier Händen, op. 12 (Schott)
- Sechs Characterstücke, op. 14 (Gotthard)
- Fantasie, op. 15 (Gotthard)
- Sonate für Klavier, op. 18 (Schlesinger)
- Sonate für Klavier zu vier Händen, op. 18b (autograph)
- Fantasie du printemps (autograph)
- Andante (autograph 1892)
- Sonate für Klavier in g-Moll (autograph)
- Allegro agitato (autograph)